# Kanton Saulxures-sur-Moselotte
Der Kanton Saulxures-sur-Moselotte war bis 2015 ein französischer Kanton im Arrondissement Épinal, im Département Vosges und in der Region Lothringen; sein Hauptort war Saulxures-sur-Moselotte. Der letzte Vertreter im Generalrat des Départements war (zuletzt wiedergewählt 2011) Guy Vaxelaire (PS).

## Geschichte
Die landesweiten Änderungen in der Zusammensetzung der Kantone brachte die Auflösung des Kantons Saulxures-sur-Moselotte zum 1. Januar 2015. Die zehn Gemeinden des Kantons gingen zusammen mit fünf Gemeinden aus dem Kanton Remiremont im neuen Kanton La Bresse auf.

## Lage
Der Kanton lag an der Ostgrenze des Départements Vosges.

Lage des Kantons Saulxures-sur-Moselotte innerhalb des Arrondissements Épinal
Lage des Kantons Saulxures-sur-Moselotte innerhalb des Départements Vosges

## Gemeinden
Der Kanton bestand aus zehn Gemeinden:
| Gemeinde                | Einwohner Jahr | Fläche km² | Bevölkerungsdichte | Code INSEE | Postleitzahl |
| ----------------------- | -------------- | ---------- | ------------------ | ---------- | ------------ |
| Basse-sur-le-Rupt       | 876 (2013)     | 13,73      | 64 Einw./km²       | 88037      | 88120        |
| La Bresse               | 4.262 (2013)   | 57,94      | 74 Einw./km²       | 88075      | 88250        |
| Cornimont               | 3.402 (2013)   | 40,23      | 85 Einw./km²       | 88116      | 88310        |
| Gerbamont               | 371 (2013)     | 9,69       | 38 Einw./km²       | 88197      | 88120        |
| Rochesson               | 708 (2013)     | 21,49      | 33 Einw./km²       | 88391      | 88120        |
| Sapois                  | 647 (2013)     | 16,89      | 38 Einw./km²       | 88442      | 88120        |
| Saulxures-sur-Moselotte | 2.721 (2013)   | 31,87      | 85 Einw./km²       | 88447      | 88290        |
| Thiéfosse               | 609 (2013)     | 7,62       | 80 Einw./km²       | 88467      | 88290        |
| Vagney                  | 3.961 (2013)   | 24,91      | 159 Einw./km²      | 88486      | 88120        |
| Ventron                 | 883 (2013)     | 24,97      | 35 Einw./km²       | 88500      | 88310        |

## Bevölkerungsentwicklung
| 1962   | 1968   | 1975   | 1982   | 1990   | 1999   | 2006   | 2012   |
| ------ | ------ | ------ | ------ | ------ | ------ | ------ | ------ |
| 20.868 | 20.939 | 21.471 | 20.862 | 20.151 | 19.644 | 19.318 | 18.670 |